# Лейла Денмарк
Лейла Еліс, Денмарк (до шлюбу Доутрі; 1 лютого 1898 — 1 квітня 2012) — американська медична дослідниця,  педіатр-новатор, письменниця, благодійниця, супердовгожителька (114 років і 60 днів), співрозробниця вакцини проти кашлюку. Третя жінка, що закінчила медичну школу з науковим ступенем (1928). Включена до Національної зали слави жінок.
Неупереджений голос у педіатричній спільноті, Еліс Денмарк була однією з небагатьох супердовгожительок в історії, яка здобули популярність у житті з інших причин, крім довголіття. Лікувати дітей почала в 1928 році. На момент виходу на пенсію Денмарк лікувала онуків та правнуків своїх перших пацієнтів.
Найстаріший практикуючий педіатр у світі до виходу на пенсію у 103 років (травень 2001). 10 грудня 2011, у віці 113 років 312 днів, стала однією із 100 найстаріших людей за всю історію (відтоді цей рекорд перевершено). На момент смерті була 5-ю найстарішою підтвердженою живою людиною у світі та 3-ю найстарішою підтвердженою живою людиною в США.

## Життєпис
Лейла Еліс Доутрі народилася в Порталі, штат Джорджія, третьою з 12 дітей Доллі Елербі та Еліс Корнелії (Гендрікс). Її дядьком по батькові був конгресмен з Міссурі Джеймс Олександр Догерті. Молодший брат Еліс, Клайд Доутрі (1910–85) зняв єдині відомі справжні кольорові кадри нападу на Перл-Гарбор. Еліс відвідувала коледж Тіфт у місті Форсайт, штат Джорджія, навчаючись на вчительку. Вивчала хімію та фізику в університеті Мерсера в Мейконі. Вирішила відвідувати медичну школу, коли її наречений Джон Юстас Денмарк (1899—1990) був направлений на Яву, Голландська Індія, Державним департаментом США, оскільки жодна дружина не мала права супроводжувати свого чоловіка на цій посаді.
Доутрі була єдиною жінкою у випускному класі Медичного коледжу штату Джорджія в серпні 1928 року і третьою жінкою, яка коли-небудь закінчила школу з медичним ступенем.
Коли чоловік повернувся з-за кордону, одружилася 11 червня 1928 року, незабаром після здобуття медичного диплома. Народила доньку Мері 19 листопада 1930 року.
Лейла Денмарк була зареєстрованою демократкою і практикуючою баптисткою.
Денмарк жила сама у власному будинку в Каммінгу, штат Джорджія, до 106 років. Полишивши медичну практику, переїхала до Афін, штат Джорджія жити з донькою, Мері (Денмарк) Гатчерсон. 1 лютого 2008 Лейла Денмарк відсвяткувала своє 110-річчя, ставши супердовгожителькою. За словами Мері Гатчерсон, стан здоров'я Денмарк сильно погіршився восени 2008 року, але пізніше покращився, коли вона наблизилась до 111-го дня народження.
Еліс Денмарк померла у 2012 році у віці 114 років та 2 місяців.

## Діяльність
Денмарк прийняла ординатуру в меморіальній лікарні Грейді в Атланті, штат Джорджія, і з чоловіком переїхала до району Вірджинія-Гайленд. Денмарк стала першою лікаркою у штаті, коли в університетському містечку університету Еморі відкрилася дитяча лікарня Генрієтти Еглстон. Вона також займалася приватною практикою, приймаючи пацієнтів з клініки вдома.
Денмарк присвятила значну кількість свого професійного часу благодійності. До 1935 р. вона була в штаті клініки пресвітеріанської церкви для немовлят в Атланті, працюючи в Грейді та підтримуючи приватну практику. Проводила дослідження з 1930-х, особливо з 1933 по 1944 роки, в галузі діагностики, лікування та імунізації коклюшу, який часто був смертельним для дітей, і брала участь в розробці вакцини від кашлюку, за підтримки Елі Ліллі енд Компані і Університету Еморі. За це нагороджена премією Фішера в 1935.
Свої погляди на виховання дітей виклала у книзі «Кожна дитина повинна мати шанс» (1971). Вона була однією з перших лікарів, яка засуджувала дорослих, що смалили цигарки біля дітей і вагітних жінок, які вживали наркотики. Денмарк також вважала, що пити коров'яче молоко шкідливо. рекомендувала дітям та дорослим їсти свіжі фрукти, а не пити фруктові соки, і пити лише воду.
9 березня 2000 року Генеральна Асамблея Грузії вшанувала Денмарк резолюцією.
У 2002 році Денмарк написала другу книгу разом із Мадією Боуман: «Доктор Денмарк сказала!: Поради для матерів від найдосвідченішого педіатра в Америці».
Денмарк пішла у відставку у 2002 році, оскільки її зір ставав занадто слабким для кропітких задач, як-от діагностика горла у дітей.

## Нагороди та пам'ять
- 1935, премія Фішера за «видатні дослідження в галузі діагностики, лікування та імунізації коклюшу за її роботу над вакциною»
- 1953, визнана жінкою року Атланти
- 1970, подяка за видатні заслуги коледжу Тіфт як «відданий гуманітарій, що вклала своє життя в педіатричні послуги всім сім'ям незалежно від економічного статусу, раси чи національного походження. Відданий гуманітарій, доктор-новатор, щедра благодійниця».
- 1980, премія видатних випускників, коледжу Тіфт
- 1980, Громадська премія за службу, спонсорована телевізійною станцією WXIA, Атланта, Джорджія
- 1981, премія «Книга золотих справ», клуб обміну Бакхед, Атланта
- 1982, відзнака Громадяни Порталу, штат Джорджія, спільно з чоловіком, за видатні досягнення та службу
- 1989, премія «Сяюче світло», компанія «Атланта Газ Лайт»
- 1998, премія за життєві досягнення, Атлантська ділова хроніка
- 2000, Генеральна Асамблея Джорджії прийняла резолюцію, присвячену Денмарк
- 2000, премія Герої, святі та легенди, Веслі Вудс
- 2000, почесний доктор університету Еморі[5][13]
- 2016 року на честь Лейли Денмарк названо нову середню школу в окрузі Форсайт, штат Джорджія, відкриту у 2018 році.[14]
- 2019, внесена до Національної зали слави жінок[15]